# 整備補給群 (第8航空団)
第8航空団整備補給群（だい8こうくうだんせいびほきゅうぐん）は、築城基地に所在する第8航空団隷下の部隊である。

## 概要
第8航空団飛行群に所属する航空機や車両などの点検整備業務および同業務で使用する物品の補給・保管等を任務とする。

## 部隊編成
- 群本部
- 検査隊
- 装備隊
- 修理隊
- 車両器材隊
- 補給隊

## 主要幹部
| 官職名                  | 階級    | 氏名     | 補職発令日    | 前職                                                   |
| ----------------------- | ------- | -------- | ------------- | ------------------------------------------------------ |
| 第8航空団整備補給群司令 | 1等空佐 | 金城兵啓 | 2018年4月01日 | 防衛装備庁プロジェクト管理部事業監理官付事業計画調整官 |

| 代 | 氏名       | 在職期間                        | 前職                                                   | 後職                                               |
| -- | ---------- | ------------------------------- | ------------------------------------------------------ | -------------------------------------------------- |
|    | 馬場良平   | 1964年12月28日 - 1966年07月15日 | 臨時築城航空隊司令部整備補給群司令                     | 西部航空方面隊司令部装備部長                       |
|    | 横内均     | 0000年00月00日 - 1968年07月15日 |                                                        | 統合幕僚会議事務局第4幕僚室勤務                    |
|    | 沼田新二郎 | 0000年00月00日 - 1970年02月15日 |                                                        | 航空自衛隊補給統制処ナイキ課長                     |
|    | 松本明彦   | 0000年00月00日 - 1972年03月15日 |                                                        | 航空自衛隊第1術科学校第1教育部長                   |
|    | 後藤彰     | 1972年03月16日 - 1973年02月15日 | 航空幕僚監部防衛部防衛課勤務                           | 航空幕僚監部防衛部防衛課 業務計画班長              |
|    | 滝澤良夫   | 0000年00月00日 - 1975年07月15日 |                                                        | 航空自衛隊幹部学校研究員                           |
|    | 三嶋滋     | 1975年07月16日 - 1977年03月15日 | 航空幕僚監部装備部整備課計画班長                       | 南西航空混成団司令部装備部長                       |
|    | 伊藤健二   | 0000年00月00日 - 1978年07月31日 |                                                        | 統合幕僚会議事務局第4幕僚室勤務                    |
|    | 中尾次夫   | 0000年00月00日 - 1980年07月31日 |                                                        | 航空総隊司令部装備部整備班長                       |
|    | 力武保光   | 1980年08月01日 - 1982年08月01日 | 航空幕僚監部人事教育部教育課 一般教育班長              | 統合幕僚学校学校教官                               |
|    | 河村政夫   | 1982年08月02日 - 1984年03月15日 | 航空幕僚監部装備部整備課 整備第2班長                   | 航空自衛隊補給本部企画室長                         |
|    | 石坂旦     | 1984年03月16日 - 1985年07月31日 | 航空幕僚監部人事教育部教育課 計画班長                  | 北部航空方面隊司令部装備部長                       |
|    | 室優次郎   | 0000年00月00日 - 1987年07月31日 |                                                        | 西部航空方面隊司令部装備部計画班長                 |
|    | 山地正彦   | 1987年08月01日 - 1989年03月15日 | 航空幕僚監部装備部整備課 整備第2班長                   | 航空幕僚監部監理部法務課長                         |
|    | 内村不二男 | 1989年03月16日 - 1991年11月30日 | 航空幕僚監部装備部整備課 整備第4班長                   | 航空自衛隊補給本部第4部長                          |
|    | 林亨       | 1991年12月01日 - 1993年07月31日 | 航空幕僚監部装備部整備課 整備第1班長                   | 特別航空輸送隊副司令                               |
|    | 奈良信行   | 1993年08月01日 - 1995年03月22日 | 航空幕僚監部装備部装備課計画班長                       | 航空幕僚監部装備部装備課長                         |
|    | 橋本英一   | 1995年03月23日 - 1997年11月30日 | 航空幕僚監部装備部装備課調整班長                       | 航空自衛隊補給本部第4部長                          |
|    | 松下睦裕   | 1997年12月01日 - 1999年06月30日 | 航空幕僚監部装備部整備課 整備第1班長                   | 航空幕僚監部装備部整備課長                         |
|    | 鈴木謙二   | 1999年07月01日 - 2001年03月31日 | 航空幕僚監部装備部整備課計画班長                       | 航空総隊司令部装備部計画課長                       |
|    | 平田英俊   | 2001年04月01日 - 2002年12月01日 | 航空幕僚監部防衛部防衛課防衛調整官                     | 航空幕僚監部防衛部防衛課長                         |
|    | 佐々悦雄   | 2002年12月02日 - 2004年11月30日 | 統合幕僚会議事務局第4幕僚室 後方補給研究班長           | 航空自衛隊第1補給処東京支処長 兼 十条基地司令      |
|    | 寒河江勇美 | 2004年12月01日 - 2006年08月06日 | 航空支援集団司令部装備部装備課長                       | 航空総隊司令部装備部計画課長                       |
|    | 古垣吏一   | 2006年08月07日 - 2008年11月30日 | 航空幕僚監部装備部装備課調整班長                       | 自衛隊石川地方協力本部長                           |
|    | 藤本達雄   | 2008年12月01日 - 2011年11月30日 | 航空開発実験集団司令部装備課長                         | 航空自衛隊補給本部監察官                           |
|    | 小林和彦   | 2011年12月01日 - 2013年09月30日 | 防衛監察本部統括監察官付 第5監察班長                   | 西部航空方面隊司令部装備部長                       |
|    | 鈴木憲     | 2013年10月01日 - 2014年11月30日 | 航空幕僚監部人事教育部援護業務課 援護第2班長           | 航空幕僚監部運用支援・情報部 情報課勤務            |
|    | 五十川淳   | 2014年12月01日 - 2018年03月31日 | 航空幕僚監部装備部装備課調整班長                       | 航空幕僚監部装備計画部整備・補給課整備・補給調整官 |
|    | 金城兵啓   | 2018年04月01日 -                | 防衛装備庁プロジェクト管理部事業監理官付事業計画調整官 |                                                    |